# Oleylalkohol
Oleylalkohol ist eine chemische Verbindung aus der Gruppe der ungesättigten Fettalkohole. Es ist das cis-Isomer des Elaidylalkohols [(E)-Octadec-9-en-1-ol].

## Vorkommen
Oleylalkohol kommt natürlich in Walrat, Walöl und Wollfett vor.

## Gewinnung und Darstellung
Oleylalkohol kann aus Ölsäure gewonnen werden, wobei die Kohlenstoff-Kohlenstoff-Doppelbindung erhalten bleibt.

## Eigenschaften
Oleylalkohol ist eine farblose, sehr schwer entzündbare Flüssigkeit mit fettartigem Geruch, die praktisch unlöslich in Wasser ist. Sie zersetzt sich bei Temperaturen ab 517 °C.

## Verwendung
Oleylalkohol spielt eine wichtige Rolle als Rohstoff für grenzflächenaktive Substanzen, zum Beispiel Alkylpolyglycolether.